# Rio Buzu
O Rio Buzu é um rio da Romênia afluente do Rio Ploştini, localizado no distrito de Alba.